# Филовщина
Филовщина — деревня в Цвылёвском сельском поселении Тихвинского района Ленинградской области.

## История
Деревня Филовщина упоминается на карте Ф. Ф. Шуберта 1844 года.

ФИЛОВЩИНА — деревня Вальского общества, Ильино-Сяського прихода. Река Сясь.

Крестьянских дворов — 9. Строений — 23, в том числе жилых — 11. 

Число жителей по семейным спискам 1879 г.: 26 м. п., 35 ж. п.; по приходским сведениям 1879 г.: 27 м. п., 30 ж. п.

ФИЛОВЩИНА — выселок Вальского общества, Ильино-Сяського прихода. Река Сясь. Строений — 3, в том числе жилых — 1

Филовщина административно относилась к Сугоровской волости 1-го земского участка 1-го стана Тихвинского уезда Новгородской губернии.
В начале XX века близ деревни находились сопки.

ФИЛОВЩИНА — деревня Вальского земского общества при реке Сясь, число дворов — 10, число домов — 10, число жителей: 29 м. п., 53 ж. п.;
 Мелочная лавка. Смежна с деревнями Валя Собственная и Валя Государственная. Земская школа. 
 
ФИЛОВЩИНА — усадьба Богдановых при реке Сясь, число дворов — 1, число домов — 1, число жителей: 5 м. п., 3 ж. п.; Смежна с деревней Филовщина . (1910 год)

- Деревня Филовщина на карте 1913 года

Согласно карте Петроградской и Новгородской губерний 1913 года деревня Филовщина состояла из 11 крестьянских дворов. В 1913 году в деревне проживали 94 человека.
С 1917 по 1918 год деревня Филовщина входила в состав Сугоровской волости Тихвинского уезда Новгородской губернии. 
С 1918 года в составе Череповецкой губернии.
С 1927 года в составе Ильинского сельсовета Тихвинского района.
В 1928 году население деревни Филовщина составляло 108 человек.
Согласно карте Ленинградской области Северо-западного аэрогеодезического треста ГГУ издания 1932 года деревня насчитывала 10 крестьянских дворов.
По данным 1933 года деревня называлась Филовщино и входила в состав Вальского сельсовета Тихвинского района.
По данным 1936 года деревня Филовщина являлась административным центром Вальского сельсовета, в состав сельсовета входили 8 населённых пунктов, 214 хозяйств и 4 колхоза.
В 1958 году население деревни Филовщина составляло 54 человека.
По данным 1966, 1973 и 1990 годов деревня Филовщина вновь входила в состав Ильинского сельсовета Тихвинского района с центром в посёлке Цвылёво.
В 1994 году Ильинский сельсовет был переименован в Ильинскую волость.
В 1997 году в деревне Филовщина Ильинской волости проживали 22 человека, в 2002 году — 16 человек (все русские).
1 января 2006 года на территории Ильинской волости было образовано Цвылёвское сельское поселение.
В 2007 году население деревни составляло 19 человек.

## География
Деревня расположена в западной части района на автодороге А114 (Вологда — Новая Ладога). 
Расстояние до административного центра поселения — 21 км.
Расстояние до ближайшей железнодорожной станции Валя — 6 км.
Деревня находится на правом берегу реки Сясь.

## Демография
| 2007 | 2010 | 2017 |
| ---- | ---- | ---- |
| 19   | ↘13  | ↗20  |

### Национальный состав
Согласно данным Всероссийской переписи населения 2021 года в деревне проживали 16 человек, из них:
 русские — 15, грузины — 1 человек.

## Инфраструктура
В деревне расположен Вальский фельдшерско-акушерский пункт, почтовое обслуживание производится отделением в деревне Чемихино.
Через Филовщину и соседнюю деревню Городище проходит мощёная камнем дорога, в Филовщине носящая название улица Мостовая.

## Фото
- Улица Мостовая
- Улица Мостовая
- Вальский ФАП

## Улицы
Мостовая.